# Arrondissement Neufchâteau (Frankrijk)
Neufchâteau is een arrondissement van het Franse departement Vosges in de regio Grand Est. De onderprefectuur is Neufchâteau.

## Kantons
Het arrondissement was tot 2014 samengesteld uit de volgende kantons:
- Kanton Bulgnéville
- Kanton Châtenois
- Kanton Coussey
- Kanton Lamarche
- Kanton Mirecourt
- Kanton Neufchâteau
- Kanton Vittel

Na de herindeling van de kantons bij decreet van 27 februari 2014, met uitwerking op 22 maart 2015, zijn dat:
- Kanton Darney ( deel: 25/81 )
- Kanton Mirecourt
- Kanton Neufchâteau
- Kanton Vittel